# Port lotniczy Łuck
Port lotniczy Łuck (ukr. Аеропорт "Луцьк", ang. Lutsk Airport, kod IATA: UCK, kod ICAO: UKLC) – port lotniczy w Łucku, na Ukrainie. 
Obsługuje tylko małe linie lotnicze.